# Federmesserkultur
Federmesserkulturen er en tundrajægerlivsform, der under istidens afsluttende faser (ca. 12.000 f.Kr. – ca. 11.400 f.Kr.) blev udøvet i det nordeuropæiske lavland. Den har navn efter en karakteristisk spydspids.

## Indledende oversigt
Federmesserkulturen har navn efter penneknive og er den tundrajægerlivsform, der under istidens afsluttende faser (ca. 12.000 f.Kr. – ca. 11.400 f.Kr.) blev udøvet i det nordeuropæiske lavland. Den skal sikkert ses som en tilpasning til de klima- og levevilkår, der fremkom ved overgangen til ældre Dryas.
Feddermesserkulturen afløste Hamburgkulturen og afløstes af Brommekulturen.
| Periode             | Ældre Hamburgkultur       | Yngre Hamburgkultur       | Federmesserkultur         | Brommekultur                  | Ahrensburgkultur         |
| ------------------- | ------------------------- | ------------------------- | ------------------------- | ----------------------------- | ------------------------ |
| Tidsrum             | ca.12.800-ca.12.500 f.Kr. | ca.12.500-ca.12.000 f.Kr. | ca.12.000-ca.11.200 f.Kr. | ca.11.800-ca.10.500 f.Kr.     | ca.10.500-ca.9.000 f.Kr. |
| Klimaperiode        | Ældste Dryas, Bøllingtid  | Bøllingtid                | Ældre Dryas, Allerødtid   | Allerødtid                    | Yngre Dryas              |
| Plantevækst         | tundra                    | parktundra                | tundra                    | parktundra                    | tundra                   |
| Dyreliv (jagtvildt) | rensdyr                   | rensdyr                   | rensdyr                   | rensdyr, elg, irsk kæmpehjort | rensdyr                  |
| Typeredskab         | kærvspids                 | Havelte skafttunge        | rygspids, wehlen-skraber  | store skafttungepile          | zonhoven-pilespids       |
| Typelokalitet       | Meiendorf                 | Slotseng                  | Slotseng                  | Bromme                        | Sølbjerg                 |

### Klima og levevilkår
Omkring 12.000 f.Kr. blev frostperioderne længere og sommergennemsnitstemperaturen faldt lidt, til 8-9 °C. Sandsynligvis blev klimaet mere kontinentalt med mindre nedbør og større svingninger i temperaturen. Det fik indflydelse på plantevæksten, idet tundra atter blev fremherskende. Federmesserkulturen varede et par hundrede år og kaldes ældre Dryas.
For dyrelivet fik det næppe stor betydning: rensdyr samt deres vigtigste fjender, ulv og jærv, forekom.
Omkring 11.800 f.Kr. skete et ny temperaturstigning til 13-14 °C, Allerød interstadial eller varmetid. Birken var fremherskende, men desuden forekom bævreasp, enebær og røn. Landskabet var en blanding af åbne områder og fremvoksende skove, hvilket påvirkede dyrelivet: Foruden rensdyr forekom vildhest, irsk kæmpehjort og elg.

### Livsform
Feddermesserkulturens udøvere var rensdyrjægere som Hamburgkulturens udøvere og deres sande aftagere. De adskiller sig fra dem især ved deres markante, penneknivsformede pilespidser, der har givet livsformen dens navn (federmesser betyder pennekniv) samt andre redskabsforandringer. I takt med at Allerød varmetiden trak ud, synes Federmesserkulturen i det sydskandinaviske område at blive afløst af Brommekulturen, mens den fortsatte i den sydlige del af det nordeuropæiske lavland.

### Bopladser
Federmesserfolket har øjensynligt haft bopladser, der har været i brug i et længere stykke tid. Fordelingen af flintafslag antyder en bolig (sandsynligvis et telt, muligvis en hytte) med soveplads til 4-6 og med ildsted uden for.
Geografisk ligger de sikre jagt- og bopladser overvejende i egnene omkring Rhinen. I det sydskandinaviske område kendes de dels i Sønderjylland, dels i et strøg fra Vestlolland over Smålandsfarvandet til Midtsjælland. Beliggenheden synes valgt under hensyn til, at rensdyrene har passeret disse steder på deres halvårlige vandringer mod nord og syd. Både for de rhinske og de sønderjyske jagt- og bopladsers vedkommende er der et vist sammenfald med pladserne i den forudgående Hamburgkulturs tid. Det taler for en stor overensstemmelse i livsformen i begge kulturer.

### Råstofkilder: rensdyr og flint
De to altafgørende råstofkilder for Federmesserkulturens udøvere var rensdyr og flint.
Rensdyret forsynede jægerne med kød og knoglemarv, desuden skind, sener, takker, knogler til redskaber, klæder, bindemiddel og liner.

### Våben og redskaber
Federmesserfolkets værktøjskasse var forholdsvis enkel og tilpasset deres behov: det langt mest udbredte og øjensynligt det vigtigste jagtvåben var rygspidserne (tysk rückenspitzen tidligere federmesser) – givetvis spyd- eller pilespidser, enkelte skaftungespidser (af såkaldt Havelte-type), skrabere (af såkaldt Wehlen-type opkaldt efter en fundplads), med en karakteristisk smukt buet æg og en markant skafttunge, der antyder, at de har været indsat i et skaft og således mere bekvemmelige at bruge, anvendt til skindforarbejdning, stikler til arbejde i tak og ben samt enkelte zinken.

## Fundsteder
- Alt Duvenstedt, Sydslesvig
- Broksø, Midtsjælland
- Egtved, Jylland
- Fensmark Skydebane, Sydsjælland
- Hasselø, Falster
- Hjarup mose, Sønderjylland
- Jels, Sønderjylland
- Jenslev, Sjælland
- Klein Nordende, Pinneberg (Holsten)
- Knudshoved, Sydsjælland
- Over Jels, Sønderjylland
- Rundebakke, Sydsjælland
- Rørmose, Vestsjælland
- Sigersted, Midtsjælland
- Slotseng, Sønderjylland
- Stoksbjerg Vest, Sydsjælland
- Sølyst, Sønderjylland
- Tingvadbro, Sønderjylland